# آمد

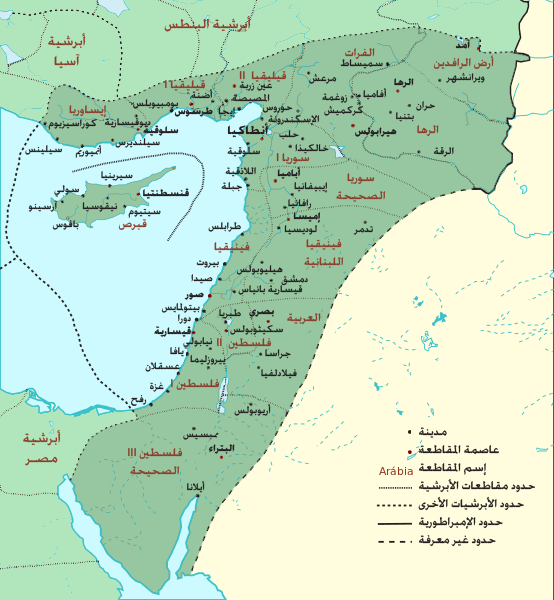
خارطة خيالية تصورية للجزء الآسيوي من الإمبراطورية الرومانية وتظهر فيه مدينة آمد عاصمة ولاية ما بين النهرين.

آمِد أو آميدا، هي مدينة عتيقة تاريخيَّة من الجزيرة الفراتية، حلَّت محلها ديار بكر الحديثة. عرفت المدينة تاريخيًا باسمها آمِد حتى سيطرة العثمانيين عليها في القرن السادس عشر حين أصبحت ديار بكر.

## التاريخ
تأسست المدينة كمستوطنة آرامية على ضفاف نهر دجلة وازدهرت في العصر الروماني فأصبحت مركزا لولاية بين النهرين الرومانية بمحاذاة ولاية أرمينيا الرومانية. دخلت المسيحية إليها مبكرًا فصارت مركزا مهما للكنيسة السريانية الأرثوذكسية. عانت المدينة خلال الحروب الرومانية الفارسية كونها تقع في منطقة حدودية. تمكن الساسانيون من السيطرة عليها عدة مرات أولها في عهد شابور الثاني سنة 359، وآخرها سنة 602.
دخلها المسلمون عام 18هـ / 639م على يد القائد خالد بن الوليد في عهد الخليفة عُمر بن الخطَّاب. مع انضمام المدينة إلى الخلافة الرَّاشدة، أصبحت من أحد أهم مدن الجزيرة الفُراتية مثل الرُّها، وأرزن، وميافارقين، وماردين. أصبحت آمد تحت السيطرة الأمويَّة ومن ثم العبَّاسية. واجهت المدينة أحداثًا مهمة في العصر العبَّاسي، مثل حصارها من قبل الخليفة أحمد المُعتضد بالله عام 286 هـ/899م، ثم نجح في دخولها بالقُوَّة وتأمين أهلها بعد حدوث تمرُّد فيها. في عهد الخليفة جعفر المُقتدر بالله، أُضيفت آمد إلى ولاية الأمير ناصر الدَّولة الحمداني الذي عزَّزها وزاد في تحصينها من الهجمات الرُّوميَّة. سلّم ناصر الدولة حكم ميافارقين وآمد لأخيه سيف الدولة، الذي قام بترميم أسوار المدينة وتعميرها، مما جعلها أكثر تحصينًا من الهجمات البيزنطية. حاول الرُّوم الاستيلاء على آمد عبر حيلة، لكنهم فشلوا في ذلك وتعرضوا لهزيمة كبيرة في معاركهم مع سيف الدولة.
بعد وفاة سيف الدولة، انتقلت المدينة إلى حكم ولاته، لكنها لم تبقَ مستقرة لفترة طويلة. حاصرها أبو الوفاء واستطاع فتحها بعد معارك شديدة، مما أدخل آمد وأطرافها تحت حكم البويهيين لفترة قصيرة. في عام 372 هـ/984 م، أصبحت آمد جزءًا من مملكة المروانيين الأكراد، لتشهد المدينة استقرارًا نسبيًا، وبدأوا بمراسلة الخلفاء العبَّاسيين في بغداد والخلفاء الفاطميين في مصر، مما زاد من نفوذهم السياسي، لتأتي التوقيعات والتشريفات منهم لأبي سعيد المنصور ممهد الدَّولة المرواني. لاحقًا، خضعت آمد لسيطرة السلاجقة، ثم التركمان، ثم الأراتقة، وأخيراً الأيُّوبيين. خلال هذه الفترات، شهدت المدينة الكثير من الصراعات بين القوى المختلفة التي كانت تتنافس للسيطرة عليها.
في زمن الغازي تيمورلنك وحملته الكبيرة على بلاد الشَّام وآسيا الصُّغرى، حوصرت آمد وقرر أهلها العصيان والتحصن داخل القلعة، ولكنهم اضطروا في النهاية للاستسلام سلميًا. أصبحت آمد جزءاً من الدولة العثمانية. توسعت المدينة في العصر العثماني، وضمت ولايتها أحد عشر سنجقًا عثمانيًا وثماني إمارات كردية وخمس حكومات. قام بعض سلاطين آل عُثمان بزيارة المدينة وتوسيع قلعتها الداخلية، كما أنشأوا قنوات لجلب المياه إليها، خاصة أثناء معاركهم مع الصفويين. أصبحت آمد مركزًا إداريًا وعسكريًا مهمًا في الدولة العثمانية، وموقعاً استراتيجياً حيوياً في تلك الفترة، لترث الجمهوريَّة التُّركيَّة حكم المدينة بعد سقوط الدولة العثمانية.

## الجغرافيا
تقع مدينة آمد على ارتفاع 660 مترًا عن سطح البحر، وتحيط بها سلسلة من الجبال العالية والمنخفضة، مما يضفي عليها طابعًا طبيعيًا مميزًا. تمر بالمدينة عدة أنهار مهمة، منها نهر دجلة، نهر عمبار، ونهر بطمان، بالإضافة إلى بعض الأنهار الصغيرة التي تضيف لها جمالًا طبيعيًا، وتوفر الموارد المائية لسكانها للتزوُّد بحاجياتهم.

## الاقتصاد
اشتهرت آمِد بإنتاج القطنيات والحرير، وصناعة السجاد والبسط والعباءات. برعت المدينة في إنتاج العديد من الأدوات المصنوعة من النحاس والفولاذ، مثل السيوف، والتروس، والرماح، والسهام، والخناجر، والسكاكين، إضافة إلى حياكة القطن والحرير وصناعة الأحذية. كان ازدهار أسواقها وتعدد محلاتها التجارية أمرًا يثير الدهشة.
في المجال الزراعي، تميزت آمِد بزراعة سبعة أنواع من القمح، إلى جانب الشعير والأرز والشوفان والشيلم، كما كانت تزرع الحمص والعدس والتبغ والقطن والفواكه والخضروات والكرمة. بالإضافة إلى ذلك، اهتمت المدينة بتربية المواشي ودودة القز، وصناعة العسل، وصياغة المجوهرات.

## السكان
مثلت مدينة آمِد تجمعًا ثقافيًا ودينيًا متنوعًا، حيث عاشت فيها مجتمعات متعددة من العرب، والتركمان، والأكراد، والسريان، والكلدان، والأرمن، واليهود. ذُكرت آمد في العديد من التواريخ السريانية والعربية، وحظيت بلقب مدينة الفخر نظرًا لمكانتها البارزة. في بداية القرن الثاني عشر الميلادي، احتلت آمد المركز الرابع من حيث الأهمية الثقافية في العالم الإسلامي، فقد برز فيها علماء مسلمون وسريان خلال القرن الخامس، مما جعلها أحد منارات العلم والمعرفة في تلك الحقبة.